# Videocine
Videocine, S.A. de C.V., conocida como Videocine Entretenimiento (anteriormente conocida como Televicine y Videocine Distribución), es una compañía de producción y distribución cinematográfica mexicana, filial de Televisa Cine, una división de TelevisaUnivision, propiedad de Grupo Televisa. Se enfoca principalmente en la distribución y producción de películas para el mercado mexicano, al mismo tiempo que distribuye películas internacionales al país.
Se formó en abril de 1999 a partir de la fusión entre las compañías Televicine, empresa productora de películas nacionales fundada en 1971 por Emilio Azcárraga Milmo, y Videocine, distribuidora local de estrenos internacionales, que a su vez significó el surgimiento de la división Grupo Cine —posteriormente, renombrada como Televisa Cine—.
Videocine ha lanzado más de 400 películas, la mayoría de las cuales se producen en México, varias de las cuales se encuentran entre las películas producidas con mayor recaudación en el país. Continuamente ha estado estrenando sus películas en salas de cine en medio de la competencia con las compañías de transmisión y los principales estrenos de Hollywood en México.

## Historia
Televisa lanzó una división de películas sin nombre el 12 de mayo de 1971, siendo su primera película en ese momento La Celestina, estrenada en 1976. No comenzó oficialmente hasta el 24 de enero de 1978, como Televicine. Su primera película producida con el nuevo nombre fue El Chanfle, estrenada en 1979. Videocine fue fundada como la segunda división cinematográfica de Televisa en ese momento que además estaba enfocado en la distribución de las películas extranjeras, sobre todo las películas realizadas fuera del Majors de Hollywood (con excepción de Warner Bros. donde Videocine fue su distribuidor en México)  Antes de la entrada en vigor del TLCAN Videocine también al igual que su empresa hermana Videovisa distribuía películas en formato cinematográfico de los estudios ColumbiaTriStar, Buena Vista International, 20th Century Fox entre otros estudios mas, sin embargo a los pocos años depures de la entrada en vigor el tratado los estudios optaron la decisión de distribuir películas sin ningún intermediario, Videocine también distribuía películas de cine independiente nacionales e internacionales, uno de los puntos de inflexión en la trayectoria de distribución del cine mexicano fue Rojo Amanecer en 1989 una producción de Cinematográfica Sol, S.A. de C.V cual obtuvo exasperantes inspecciones por la RTC sin embargo la película fue distribuida por Videocine el  17 de octubre de 1990 la versión censurada e inspeccionada del filme. En 1999, tanto Televicine como Videocine se fusionaron en una sola empresa, manteniendo la marca Videocine.
En 2006, el director gerente Eckehardt von Damm renunció después de haber estado en el cargo desde 1994.
Para el año 2009, Warner finaliza su acuerdo de distribución con Videocine y anuncia su mudanza de distribución de sus películas a Universal Pictures, donde actualmente ellos se encargan de traer las películas de Warner a los cines mexicanos.
En 2021, la empresa matriz Grupo Televisa anunció una fusión de sus activos de entretenimiento y producción con los de Univision Communications, con sede en EE. UU., que afectaron tanto a Videocine como a otras marcas de entretenimiento propiedad de Grupo Televisa, pasando a ser parte de TelevisaUnivision.

## Películas
Videocine ha tenido varias películas importantes a lo largo de su trayectoria, entre ellas se encuentra la película más taquillera del cine mexicano No se aceptan devoluciones (2013) dirigida y protagonizada por Eugenio Derbez recaudó alrededor de 15 millones de asistentes en las salas de cine y recaudando más de 100.5 millones de dólares, ya que obtuvo mucha popularidad en Estados Unidos.
La película Después de Lucía (2012) de Michel Franco fue ganadora del premio una cierta mirada del Festival de Cannes, como tema central es exponer de manera más personal lo que es el bullying y cómo afecta a las personas a corto y largo plazo, creando así concientización ante esta problemática que afecta a millones de personas y la importancia de alzar la voz cuando se necesita ayuda a Ronun Estudio de Ánimación para hacer suerte galán en el 2010.
Jorge Fons, director de El callejón de los milagros (1995), obtuvo el premio a mejor película extranjera en el festival de cine de Berlín en los Goya españoles y ganadora del festival de La Habana por su manera tan detallada que tiene de contar la historia y su lenguaje visual revolucionario, la calidad visual es lo que más destacó de este filme. 
Otra de las películas destacadas de esta distribuidora es La bestia (2013) es un documental de Pedro Ultreras acerca de la migración que existe a los Estados Unidos por parte de un sector de la población mexicana a bordo de los trenes que recorren del sur al norte del México que revolucionó la manera en la que se conocía el proceso del cruce de frontera y las problemáticas que conlleva.

## Logotipo
La inspiración para el logotipo de la bicicleta de la empresa se originó cuando se usaban para transportar rollos de 35 milímetros en las décadas de 1960 y 1970 bajo estrictos tiempos.